# Vildsvanarna
Vildsvanarna (ryska: Дикие лебеди, Dikije lebedi) är en sovjetisk animerad långfilm från 1962 baserad på De vilda svanarna av H.C. Andersen.

## Handling
En ond trollkvinna förtrollar några bröder till att vara svanar och bara förvandlas till människor på natten. För att rädda sina älskade släktingar måste systern väva varsin skjorta till dem från nässlor, utan att säga ett ord.

## Röstskådespelare
- Jelena Ponsova
- Sergej Martinson
- Valentina Tumanova
- Erast Garin
- Konstantin Ustiugov
- Viktor Sergatjev
- Anatolij Sjtjukin
- Robert Tjumak
- Askold Besedin

## Filmteam
- Manusförfattare — Jevgenij Ryss, Leonid Trauberg
- Sångtext — Michail Volpin
- Regissör — Michail Tsechanovskij och Vera Tsechanovskaja
- Scenograf — Nathan Lerner, Maks Zjerebtjeskij
- Designer — Boris Kornejev, Dmitrij Anpilov
- Kompositör — Aleksander Varlamov
- Filmfotograf — Jelena Petrova
- Fotografassistent — Svetlana Kasjtjejeva
- Ljudtekniker — Boris Filtjikov
- Animatörer — Jelena Chludova, Viktor Sjevkov, Valentin Kusjnerev, Renata Mirenkova, Lydia Reztsova, N. Tjernova, Faina Jepifanova, Konstantin Tjikin, Tatiana Taranovitj, Vladimir Zarubin, Boris Butakov, Ivan Davydov, Vjatjeslav Kotionotjkin, Tatiana Pomerantseva, O. Sysojeva, Lera Rybtjevskaja, N. Avstrijskaja, Jelena Versjinina, Konstantin Malysjev, V. Maximovitj, V. Rogov, Erast Meladze
- Regissörsassistent — Lidia Nikitina, Elena Turanova
- Klippningsassistent — Valentina Turubiner
- Redaktör — Z. Pavlova
- Producent  — G. Kruglikov

## Konstnärliga drag
Filmkritikern Pjotr Bagrov lägger den tecknade filmen Vildsvanarna på en speciell plats i sin analys av den sovjetiska Andersen-filmografin, och skiljer dess litterära grund från andra Andersen-filmatiseringar: "Detta är i allmänhet ingen saga. Det är en gammal dansk legend." Följaktligen visade det sig att det bildmässiga sättet på vilket filmen skapades var annorlunda, jämfört med andra animerade filmatiseringar: "Långsträckta, 'gotiska' människor och hällar - och samtidigt en platt, primitiv medeltida bild." Bagrov noterar också att kortklippning förekommer, som är typiskt för långfilmer, men sällsynt i sovjetisk animation.
Den demonstrativa konventionalismen i den ritade bilden, som påminner om gotisk konst, noteras också av Michail Tsechanovskij, en annan konstforskare.

## Videoutgåvor
På 1980-talet i Sovjetunionen släpptes den tecknade filmen av Goskinos videoprogram på VHS-videokassetter. I början av 1990-talet i Sovjetunionen och Ryssland släpptes den tecknade filmen av filmföreningen Krupnyj Plan på VHS E-60; VHS.
2003 släpptes den på DVD i den 4:e upplagan av samlingen Zolotaja kollektsija ljubimych multfilmov och på MPEG-4.